# Prochoerodes nubilata
Prochoerodes nubilata är en fjärilsart som beskrevs av Alpheus Spring Packard 1871. Prochoerodes nubilata ingår i släktet Prochoerodes och familjen mätare. Inga underarter finns listade i Catalogue of Life.